# Xanthodaphne dalmasi
Xanthodaphne dalmasi é uma espécie de gastrópode do gênero Xanthodaphne, pertencente a família Raphitomidae.